# Salsola zygophylla
Salsola zygophylla är en amarantväxtart som beskrevs av Jules Aimé Battandier och Louis Charles Trabut. Salsola zygophylla ingår i släktet sodaörter, och familjen amarantväxter. Utöver nominatformen finns också underarten S. z. vesceritensis.